# Arroio da Areia
O Arroio da Areia é um dos arroios da cidade de Porto Alegre, capital do estado brasileiro do Rio Grande do Sul. Sua bacia hidrográfica ocupa uma área de 20,85 km², da qual metade é ocupada atualmente pelos pôlderes do Aeroporto Salgado Filho.

## Sub-bacias

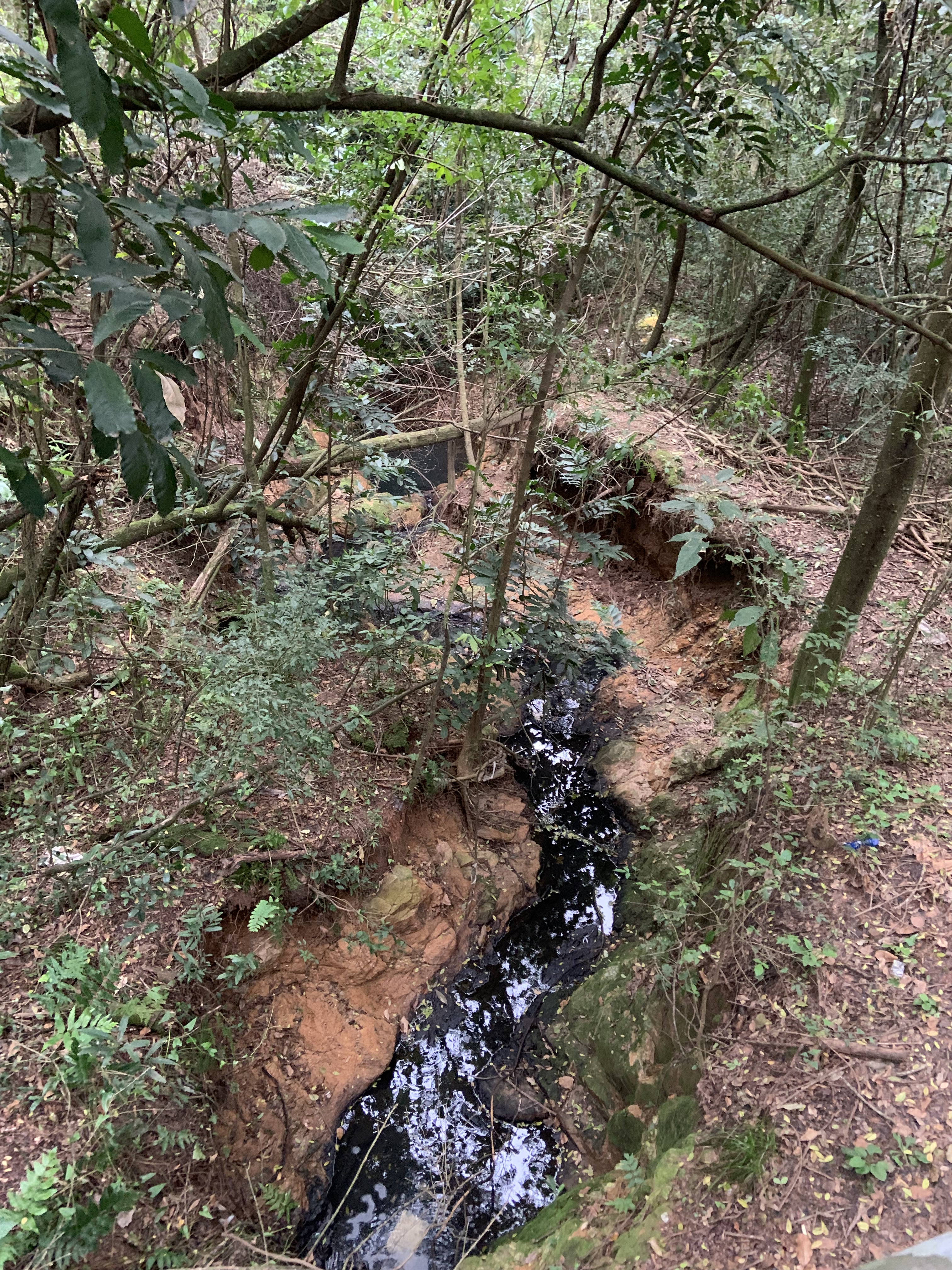
O arroio na Praça Geraldo Zaniratti, onde já apresenta sinais de contaminação.

Conforme o Plano Diretor de Drenagem Urbana, o Arroio da Areia pode ser dividido em onze sub-bacias, cada qual com diferentes condições de fluxos e processos de urbanização, que canalizaram e enterraram as suas águas.
Uma das de suas nascentes está na região alta do bairro Três Figueiras (nas imediações da Praça Geraldo Zaniratti), enquanto outra está na região do bairro Jardim Europa (na área do Parque Germânia). Os cursos d'água acabam por se encontrar no terreno do Porto Alegre Country Club, de onde partem a norte em direção ao Aeroporto e desembocando, por fim, no Rio Gravataí, o qual tem sua foz no Guaíba.

## Drenagem urbana
A prefeitura municipal de Porto Alegre está implantando, em diferentes fases, o Programa de Macrodrenagem do Arroio Areia, a fim de evitar que os alagamentos atinjam os diversos bairros por onde o arroio percorre e onde 180 mil pessoas habitam. São cerca de 26 obras que abrangem reservatórios de detenção, das quais 10 já foram executadas (considerando fevereiro de 2024), a um custo de R$ 11,6 milhões.